# Alejandro Duncan
Alejandro Duncan (Buenos Aires, Argentina; 1929 - Idem; 13 de septiembre de 2015) fue un actor argentino, veterano del cine y teatro de ese país. Es conocido por su trabajo en la película El santo de la espada y en la obra de teatro La misma historia de siempre.

## Carrera
En la pantalla grande trabajó en más de veinte películas argentina, se destacó en las películas El santo de la espada (1970), dirigida por Leopoldo Torre Nilsson con Alfredo Alcón y Evangelina Zalazar, y Amor de otoño en 1996, con dirección y guion de José Conrado Castelli, junto a Héctor Gióvine y María Marchi. En el 2000 hace una intervención en Plata quemada que tuvo como protagonistas a Leonardo Sbaraglia, Eduardo Noriega y Pablo Echarri.
Egresó del Teatro Estudio en 1957. En 1963 se afilió a la Asociación Argentina de Actores, recibiendo en 2013 la medalla de 50 años de afiliación en la ceremonia de los Premios Podestá, celebrada en el Salón Azul del Congreso Nacional.
En teatro hizo más de 50 obras, se destacó en la comedia musical La misma historia de siempre con Gloria Gedes, Guillermo Marín y Alejandro Marín, dirigida por Salo Vasochi. En 1991 hizo una obra junto a Horacio Ranieri, Silvia Docampo, María Inés Maderal, Carlos Ameijeiras, Ricardo Hamlin y Alberto Cebollero.
En televisión actuó en la telenovela El amor tiene cara de mujer protagonizada por Bárbara Mujica, Iris Láinez, Delfy de Ortega y Angélica López Gamio.
Falleció por causas naturales el 13 de septiembre de 2015 a los 86 años en Buenos Aires, Argentina.

## Vida privada
Estuvo casado por varias décadas con la actriz Selva Xtabay (1930-2016), con quien compartió escenario en algunas obras teatrales.

## Filmografía Parcial
- 2000: Plata quemada.
- 1996: Amor de otoño.
- 1970: El santo de la espada.

## Televisión
- 1974: Alta comedia.
- 1971: Cosa Juzgada.
- 1964/1970: El amor tiene cara de mujer.

## Teatro
- He visto a Dios en el Teatro San Martín.
- La navaja en la carne, dirigida por Onofre Lovero.
- Cándida
- La misma historia de siempre